# 処刑教室 (2008年の映画)
『処刑教室』（しょけいきょうしつ 原題：Assassination of a High School President）は、2008年制作のアメリカ合衆国のサスペンス・コメディ映画。
同じ邦題のアクション映画『処刑教室』とは全く無関係である。

## あらすじ
ノースウェスタン高校の校長室の金庫から、全米共通試験の答案用紙が盗まれる事件が起きた。同校の新聞部の部員でジャーナリスト志望のボビーは、マドンナ的存在の美少女生徒フランチェスカから依頼を受け、犯人探しを行なう。
校長のカークパトリックは不良グループを怪しいと睨むが、ボビーは生徒会長のポールを犯人と断定、それを記事にして事件を解決した事で、ボビーは一躍学校の人気者となるが、新たな犯人像、さらには校長暗殺計画の陰謀が持ち上がってくる…。

## キャスト
| 役名                 | 俳優                 | 日本語吹替 |
| -------------------- | -------------------- | ---------- |
| ボビー               | リース・トンプソン   | 山田豊     |
| フランチェスカ       | ミーシャ・バートン   | 小森千寛   |
| カークパトリック校長 | ブルース・ウィリス   | 石原辰己   |
| ポール               | パトリック・テイラー | 森田健一郎 |
| Zコーチ              | マイケル・ラパポート | 安芸此葉   |
| マーロン             | ルーク・グライムス   |            |
| ヴァレリー           | ゾーイ・クラヴィッツ |            |
| シプリアーノ         | ジョン・マガロ       |            |
| プラット             | キャスリン・モリス   | 荒井友香理 |